# USB-monitor
USB-monitoren zijn monitoren die men via USB aansluit op een computer. Dit type monitoren maakt geen gebruik van een grafische kaart, maar van de rekenkracht van de CPU. Deze monitoren zijn met een speciale driver te gebruiken onder Windows XP of Windows Vista, maar door middel van de opensource driver van Displaylink ook te gebruiken op recente versies van Mac OS X en linux-distributies. 
Het voordeel met deze nieuwe monitoren is dat men zo veel monitoren kan aansluiten als men wil, maar hiervoor is wel een krachtige CPU nodig.